# کلش (کشاورزی)

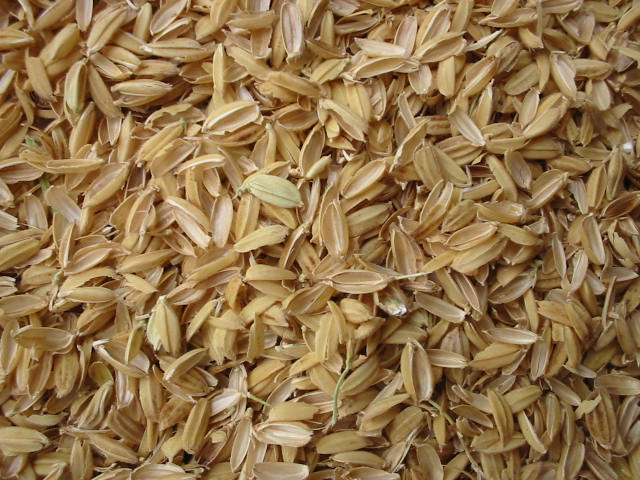
کُلَش برنج

کُلَش (به انگلیسی: Chaff)، پوش‌برگ خشک و محافظ فلس‌مانند در بذرهای بذر غلات یا مواد گیاهی ریز و خشک و فلسی مانند قسمت‌هایی از گلها یا کاه بسیار ریز شده می‌باشد. کُلَش توسط انسان قابل هضم نیست، اما دام می‌تواند آن را بخورد و در کشاورزی از آن به‌عنوان علوفه دام استفاده می‌شود، یا ماده زائدی است که در خاک شخم زده یا سوزانده می‌شود.

## کُلَش دانه‌ها
در گندمیان (از جمله غلات مانند برنج، جو، جو دوسر و گندم) بذر رسیده، توسط برگکهای نازک، خشک و فلسی احاطه شده (گلوم، لما (lemmas) و پالئا (paleas))، و یک پوش‌برگ خشک را در اطراف بذر ایجاد می‌کند. پس از برداشته شدن، غالباً به آن کلش گفته می‌شود. در غلات وحشی و غلات اولیه، گندم تک‌دانه، گندم دودانه و گندم آلمانی، پوش‌برگ هر بذر را محکم محصور می‌کند. قبل از استفاده از بذر، باید پوش‌برگ‌ها برداشته شوند.
به فرایند سست کردن کُلَش از بذر به‌منظور جداکردن آن خرمن‌کوبی می‌گویند، که به‌طور سنتی با آسیاب یا کوبیدن انجام می‌شود. جداسازی کُلَش سست باقیمانده از دانه، بوجاری نامیده می‌شود، که به‌طور سنتی با پرتاب مکرر بذرها به سمت بالا در باد آرام انجام می‌شود و به تدریج کُلَش سبک را دورتر می‌برد. در این روش به‌طور معمول از یک سبد پهن، بشقاب شکل یا ظرف مشابه برای نگهداری و جمع‌آوری بذرهای بوجاری شده در هنگام سقوط استفاده می‌کند. بذرهای اهلی مانند گندم الجزایری و گندم معمولی طوری پرورش داده شده‌اند که کُلَش به راحتی از بین می‌رود. این گونه‌ها به‌عنوان خرمن‌کوب‌آزاد یا برهنه شناخته می‌شوند.
کُلَش را نباید با سبوس، که ماده فلسی ریزتری است و بخشی از خود بذر است اشتباه گرفت.

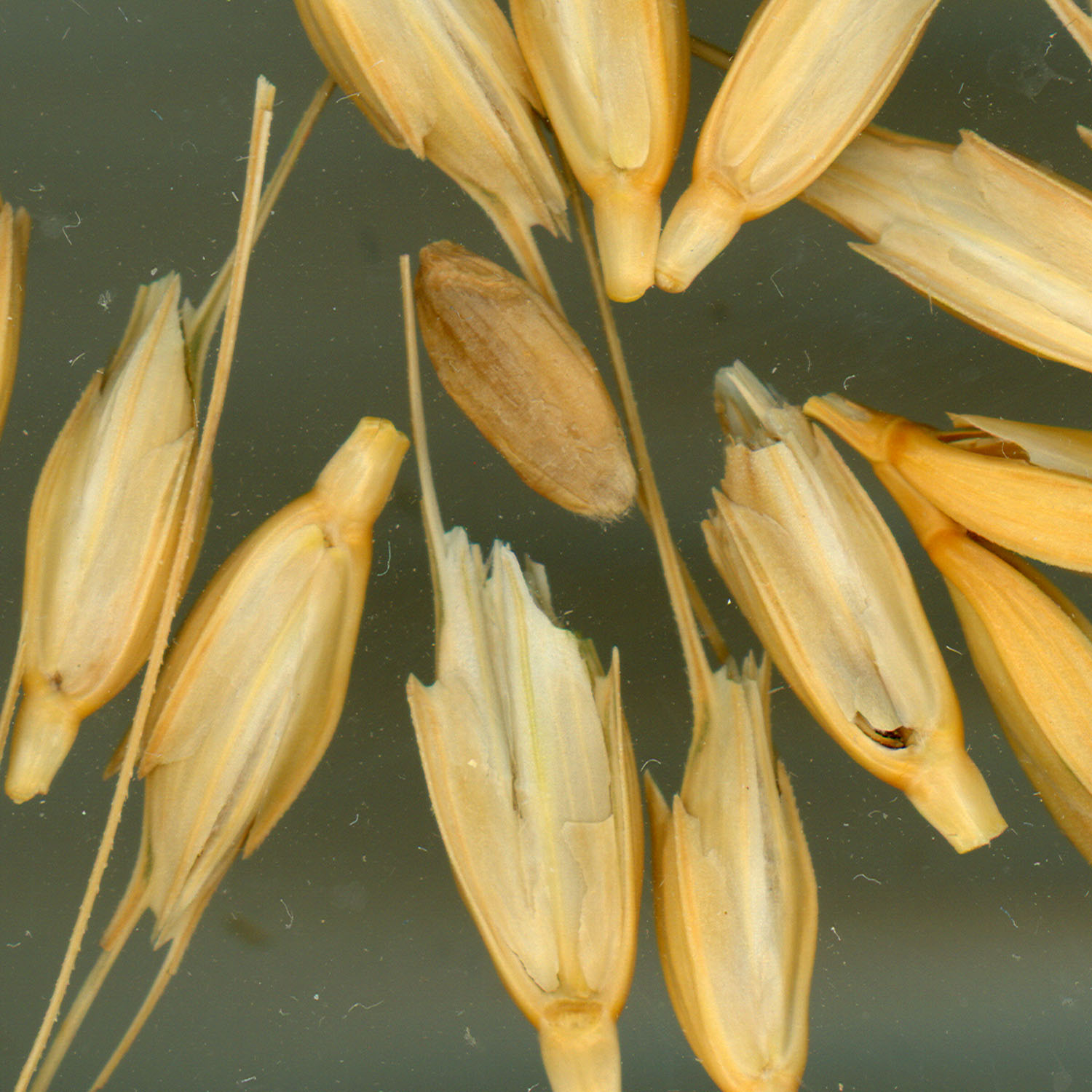
سنبلچههای یک گندم تک‌دانه که پوسته‌شده است.

## کاه و کُلَش
همچنین با خرد کردن کاه (یا گاهی یونجه خشک) کُلَش ایجاد می‌شود که طول بسیار کوتاهی دارد و با استفاده از دستگاهی به نام دستگاه برش کُلَش (Chaff cutter) ایجاد می‌شود. مانند دانه‌های غلات از این ماده به عنوان خوراک دام استفاده می‌شود و راهی برای تبدیل علوفه‌های درشت به شکلی است که برای دام‌ها خوش‌خوراک‌تر است.

## گیاه‌شناسی
در گیاه‌شناسی، کُلَش به برگکهای ظریف و نازک در بسیاری از گونه‌های خانواده آفتابگردان (کاسنیان) و خانواده‌های وابسته اشاره دارد. آنها برگهای فلس‌مانند (Basic flower parts) اصلاح شده‌ای هستند که گلچه‌های (floret) منفرد را در سر گل احاطه کرده‌اند.

## موارد استفاده
مهندس مجارستانی László Schremmer کشف کرده است که با استفاده از فیلترهای مبتنی بر کُلَش می‌توان مقدار آرسنیک آب را به ۳ میکروگرم در لیتر کاهش داد. این امر به‌ویژه در مناطقی که آب آشامیدنی از طریق فیلتر کردن آب استخراج شده از آبخوان تأمین می‌شود، بسیار مهم است.